# Ozwald Boateng
Pour les articles homonymes, voir Boateng.
Oswald Boateng (né en 1967 dans le quartier de Muswell Hill, à Londres) est un maître tailleur britannique qui travailla pour Givenchy de 2003 à 2007.

## Biographie
Il est issu d'une famille ashanti du Ghana. Autodidacte, il crée sa première collection en 1986 et obtient le titre de maître tailleur en 1995. Sa griffe actuelle de vêtements est nommée Bespoke[réf. nécessaire].
Boateng a reçu plusieurs prix de la profession en Europe. Sa renommée a été rapide : en 1997, il est invité par la reine au château de Windsor, et en 1999, il est le premier couturier de mode à avoir été invité dans l'émission britannique Question Time.
En 2003, il est embauché par la maison française Givenchy. 
En 2005, il est choisi pour dessiner les uniformes des sportifs masculins français pour les Jeux olympiques d'été de 2012.
Il est marié à un ancien mannequin de mode russe, dont il a deux enfants.
Né en 1967 à Muswell Hill, au nord de Londres, de parents Boateng avait émigré du Ghana dans les années 1950. Son père a poursuivi sa carrière comme enseignant, tandis que sa mère qui était dans le commerce de tissu au Ghana et est devenu une couturière à Londres.
Ses parents ont divorcé quand il avait huit ans, et Ozwald Boateng a deux frères plus âgés.
Boateng a été inspirée par les costumes immaculés que  son père portait, et a reçu son premier costume de la part de sa mère à l'âge de cinq ans : un double boutonnage en mohair violet. À quatorze ans, il trouve un emploi d'été de couture de doublures des vêtements.

### Début de carrière
Alors qu'il étudiait l'informatique au Collège Southgate âgée de 16 ans, il est initié à la découpe et la conception par sa petite amie. En utilisant une  vieille machine à coudre de sa mère, il a commencé à concevoir et à vendre ses créations à ses camarades, et fini pour obtenir son diplôme de mode et design.
Ozwald Boateng  aide un ami à faire des vêtements pour un défilé de mode, et après avoir reçu des éloges pour son travail, il vend sa première collection dans un magasin de mode masculine à Covent Garden. Cela lui a permis d'ouvrir son premier studio à Portobello Road en 1991.
En 1994, Ozwald Boateng présente pour la première fois sa collection pendant la Fashion Week parisienne[réf. nécessaire], c'est le premier tailleur traditionnel anglais à mettre en scène un défilé de mode à Paris[réf. souhaitée].
Encadré par Tommy Nutter[pas clair][réf. nécessaire], figure incontournable des tailleurs de Savile Row, le succès du défilé de Paris en 1994 a permis à Ozwald Boateng d'ouvrir sa boutique sur la rue Vigo, l'extrémité sud de Savile Row, en 1995.

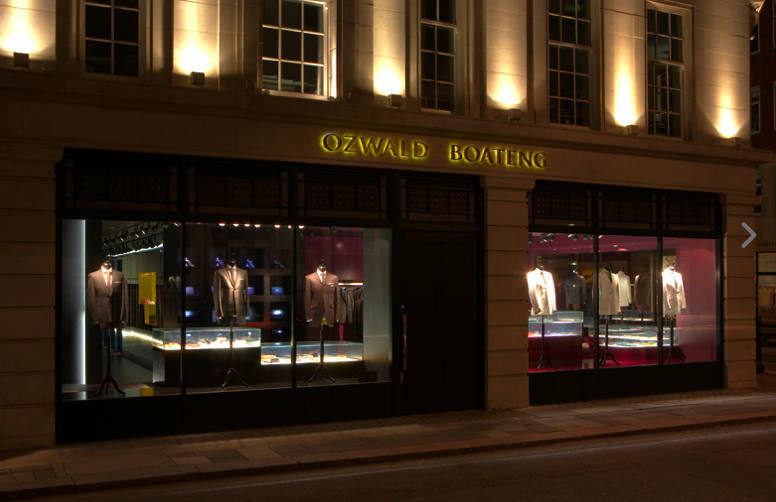
30 Savile Row

L'approche plus contemporaine de la mode masculine de Ozwald Boateng l'a aidé à se forger une nouvelle réputation et à être apprécié à Savile Row, et à dessiner pour une population plus jeune.
En 2005, Boateng a été honoré avec un événement majeur une rétrospectives de 20 années au Victoria and Albert Museum. L'exposition a reconnu que Boateng avait en combinant les plus hautes techniques d'exécution avec talent, la philosophie d'une conception dynamique ayant réussi à capturer l'imagination de la part des médias et du public.
En 2008, à la suite du déménagement de Anderson & Sheppard (en), Ozwald Boateng a repris l'emplacement du no 30 dans Savile Row, sur l'angle de rue avec Clifford Street.
Boateng a commenté : « Le fait que je suis maintenant dans l'ancien magasin de Anderson et Sheppard signifie beaucoup pour moi avant j'avais  ouvert mon magasin sur la rue Vigo, mais je n'aurai jamais espéré que mon propre magasin soit le magasin phare de la place de tailleurs de Savile Row ».
Aujourd'hui, en plus d'un service sur mesure, Boateng produit aussi deux collections de prêt-à-porter par an, produites à l'ancienne usine Chester Barrie (en).

## Collaborations
(octobre 2012).
Le contenu est difficilement compréhensible vu les erreurs de traduction, qui sont peut-être dues à l'utilisation d'un logiciel de traduction automatique.

### Givenchy
Bernard Arnault, président du groupe LVMH, lui demande  d'être le Creative Director de la Mode Hommes à la maison de couture française Givenchy[réf. souhaitée]. Sa première collection est montrée en juillet 2004 à Paris, à l'Hôtel de Ville. Ozwald Boateng arrête sa collaboration avec Givenchy après la collection Printemps 2007.

### Coutts
En 2004, Coutts approche Ozwald  Boateng pour concevoir une nouvelle carte de crédit super-premium. La Coutts apparaît en violet Boateng marque impériale, conçu pour communiquer une nouvelle modernité et d'élégance suprême.[style à revoir]

### Virgin Atlantic
En 2004, Boateng conçus pour les trousses de toilette nouvelle Upper Class de Virgin Atlantic. Critique a prétendu être le plus élégant des kits de première classe disponibles pour les voyageurs sur toutes les compagnies aériennes, la conception augmenté ramasser taux quintuplé.[style à revoir]

### Sommet de l'Union africaine
Boateng a été commandé[Quoi ?] par John Agyekum Kufuor, Président de la République du Ghana, pour concevoir et orchestrer un spectacle au 9e sommet de l'Union africaine en 2007. Tenu inAccra, il a coïncidé avec 200 ans depuis la cessation de la traite transatlantique[style à revoir] des esclaves, et 50 ans d'indépendance pour le Ghana.

### Film et télévision
Boateng a conçu des costumes sur mesure pour les films[réf. nécessaire], dont : Hannibal, Arnaques crimes et botanique, Demain ne meurt jamais, Sex and the City, Ugly Betty, Eastern Promises, un numéro Gangster, Alfie, Assault on Precinct 13, The Matrix, Miami Vice, Océans 13, et Rush Hour 3.

### Chambre des Boateng
Sur Juin 22 mai 2006, le Sundance Channel et Reveille LLC a dévoilé une partie de huit documentaires séries réelles de vie appelée Chambre des Boateng, suivi le parcours de Boateng comme il s'embarque sur[style à revoir] l'expansion de sa marque aux États-Unis. La série a été produit par Robert Redford et Ben Silverman.

### Courts métrages et des projets
Ainsi que la conception, Boateng a longtemps eu une passion pour le cinéma et a été fortement impliqué dans le film, en créant et en dirigeant de nombreux projets de la sienne.[style à revoir]

## Chronologie
- 1994 : premier show - Boateng sort son premier projet dans le film aux côtés de son spectacle à Paris Catwalk, un court métrage de dramatiser les événements et les luttes qui ont précédé[Quoi ?] le spectacle.
- 2004 : Arizona - Premier débuts de réalisateur, un court métrage intitulé Catching Dreams, basée dans la région du Grand Canyon. Présenté au premier show Boateng à Milan
- 2004 :. Florence - Un film est sorti au Pitti Imagine[Quoi ?] de Florence, retraçant les 10 dernières années de sa vie
- 2004 :. Givenchy - Boateng montre une animation de style manga japonais de style à son premier show en tant que directeur créatif pour Givenchy
- 2005 : Chine - Le court métrage No Boundaries est filmé dans le district de Guilin en Chine. Présenté au deuxième spectacle pour Givenchy. Il en première au Festival du Film de Tremblant en 2006, le Canada, et vient en second dans la catégorie du court métrage.[style à revoir]
- 2009 : Importance du style - En collaboration avec BBC4, Boateng libère un documentaire sur l'importance de Savile Row dans le XXIe siècle et le regain d'intérêt dans l'adaptation. Caractéristiques Giorgio Armani.[style à revoir]

## Vie personnelle
Divorcé de sa première épouse, Boateng a alors épousé le modèle russe et ancien élève de la London College of Fashion, Gyunel. Le couple divorce en 2009.